# Latin American Music Awards de 2015
A 1.ª edição anual do Latin American Music Awards foi realizada em 8 de outubro de 2015 no Dolby Theatre em Los Angeles, Califórnia, nos Estados Unidos. Apresentada pela cantora mexicana Lucero, a cerimônia foi transmitida ao vivo pela Telemundo. Rashel Diaz, Boris Izaguirre, Christian Ramirez, Kika Rocha e Caeli foram co-apresentadores do pré-show.

## Vencedores e indicados
As indicações foram divulgadas em 2 de setembro de 2015. Nicky Jam liderou a lista de indicados com seis indicações. Os vencedores estão listados em primeiro e negrito.
|  | Indica o(s) vencedor(es) de cada categoria. |

| Artista do Ano | Artista Revelação do Ano |
| --- | --- |
| Enrique Iglesias - Calibre 50 - Julión Álvarez y su Norteño Banda - Nicky Jam - Romeo Santos | J Balvin - Chiquis Rivera - Maluma - Remmy Valenzuela |
| Canção do Ano | Álbum do Ano |
| "El Perdón" – Nicky Jam e Enrique Iglesias - "Ay Vamos" – J Balvin - "Contigo" – Calibre 50 - "Hilito" – Romeo Santos - "Fanática Sensual" – Plan B | A quien quiera escuchar – Ricky Martin - Cama Incendiada – Maná - Hoy Más Fuerte – Gerardo Ortíz - Los Dúo – Juan Gabriel - Mis Número 1...40 Aniversario – Juan Gabriel                |
| Artista Feminina Favorita | Artista Masculino Favorito – Pop/Rock |
| Gloria Trevi - Chiquis Rivera - Fanny Lu - Natalia Jiménez | Enrique Iglesias - Chayanne - Juan Gabriel - Marco Antonio Solís - Ricky Martin |
| Dupla ou Grupo de Pop/Rock Favorito | Canção de Pop/Rock Favorita |
| Camila - Jesse & Joy - Maná - Reik | "La Mordidita" – Ricky Martin com part. de Yotuel - "Mi verdad" – Maná com part. de Shakira - "Perdón" – Camila                                                                         |
| Artista Masculino Mexicano Regional Favorito | Banda, Dupla ou Grupo Regional Mexicano Favorito |
| Luis Coronel - Gerardo Ortíz - Régulo Caro | Julión Álvarez y su Norteño Banda - Banda el Recodo de Cruz Lizárraga - Banda Sinaloense MS de Sergio Lizárraga - Calibre 50                                                            |
| Canção Mexicana Regional Favorita | Artista Masculino Urbano Favorito |
| "Y Así Fue" – Julión Álvarez - "Háblame de Ti" – Banda Sinaloense MS de Sergio Lizárraga - "Contigo" – Calibre 50 | Daddy Yankee - J Balvin - Nicky Jam - Don Omar - Yandel |
| Dupla ou Grupo Urbano Favorito | Canção Urbana Favorita |
| Gente de Zona - Plan B - Zion & Lennox | "Sígueme y Te Sigo" – Daddy Yankee - "Ay Vamos" – J Balvin - "Pierdo la Cabeza" – Zion & Lennox                                                                                         |
| Artista Tropical Favorito | Canção Tropical Favorita |
| Romeo Santos - Chino & Nacho - Juan Luis Guerra - Víctor Manuelle | "La Gozadera" – Gente de Zona com part. de Marc Anthony - "Hilito" – Romeo Santos - "Me Voy Enamorando" – Chino & Nacho com part. de Farruko - "Solita" – Prince Royce                  |
| Colaboração Favorita | Artista Crossover Favorito |
| "El Perdón" – Nicky Jam e Enrique Iglesias - "Como Yo le Doy" – Pitbull e Don Miguelo - "Mi verdad" – Maná com part. de Shakira - "Nota de Amor" – Wisin e Carlos Vives com part. de Daddy Yankee                                                                               | Demi Lovato - Ellie Goulding - Meghan Trainor - Natalie La Rose - Omi |
| Canção de Dance Favorita | Canção de Streaming Favorita |
| "I Want You to Know" – Zedd com part. de Selena Gomez - "Where Are Ü Now" – Skrillex e Diplo com Justin Bieber - "Lean On" – Major Lazer e DJ Snake com part. de MØ - "You Know You Like It" – DJ Snake e AlunaGeorge - "Back It Up" – Prince Royce com part. de Jennifer Lopez | "El Perdón" – Nicky Jam e Enrique Iglesias - "Travesuras" – Nicky Jam - "Ay Vamos" – J Balvin - "Háblame de Ti" – Banda Sinaloense MS de Sergio Lizárraga - "Fanática Sensual" – Plan B |